# Skoki do wody na Letnich Igrzyskach Olimpijskich 2000 – trampolina 3 m synchronicznie kobiet
Trampolina 3 m synchronicznie kobiet – jedna z konkurencji rozgrywanych w ramach skoków do wody, podczas letnich igrzysk olimpijskich w 2000. Finał w tej konkurencji rozegrano 23 września, do niego zostało zgłoszonych 8 zespołów liczących po dwie zawodniczki każdy.
Zawody w tej konkurencji wygrały reprezentantki Rosji Wiera Iljina i Julija Pachalina. Drugą pozycję zajęły zawodniczki z Chin Guo Jingjing i Fu Mingxia, trzecią zaś reprezentujące Ukrainę Hanna Sorokina i Ołena Żupina.

## Wyniki
| Miejsce | Zawodniczki                                   | Państwo                  | Wynik  |
| ------- | --------------------------------------------- | ------------------------ | ------ |
| 01 !    | Wiera Iljina Julija Pachalina                 | Rosja                    | 332,64 |
| 02 !    | Guo Jingjing Fu Mingxia                       | Chińska Republika Ludowa | 321,60 |
| 03 !    | Hanna Sorokina Ołena Żupina                   | Ukraina                  | 290,34 |
| 4.      | Loudy Tourky Chantelle Michell                | Australia                | 283,05 |
| 5.      | Eryn Bulmer Blythe Hartley                    | Kanada                   | 279,00 |
| 6.      | Jashia Luna María José Alcalá                 | Meksyk                   | 273,84 |
| 7.      | Conny Schmalfuß Dörte Lindner                 | Niemcy                   | 263,76 |
| 8.      | Jacqueline Schneider Catherine Maliev-Aviolat | Szwajcaria               | 256,20 |